# Denzil Davies
Pour les articles homonymes, voir Davies.
 (novembre 2020).
Le contenu est difficilement compréhensible vu les erreurs de traduction, qui sont peut-être dues à l'utilisation d'un logiciel de traduction automatique.
David John Denzil Davies (9 octobre 1938-10 octobre 2018) est un homme politique travailliste britannique. Il siège pendant 35 ans comme député de Llanelli de 1970 à 2005 et est membre du Conseil privé.

## Jeunesse
Davies est né à Cynwyl Elfed, dans le Carmarthenshire.[réf. nécessaire] Il fait ses études au Lycée de la Reine Elizabeth pour les Garçons à Carmarthen, puis au Pembroke College, à Oxford, où il obtient un diplôme avec un BA avec Honneurs de Première Classe en Droit et Gray's Inn où il se qualifie comme avocat. Il enseigne le droit à l'Université de Chicago en 1963 et à l'Université de Leeds à partir de 1964. Il pratique au barreau fiscal entre 1967 et 1975. Plus tard, il pratique dans le domaine des blessures personnelles et est chef de chambre.

## Carrière parlementaire
Davies demande sans succès l'investiture travailliste pour l'élection partielle de Carmarthen de 1966, perdant face à Gwilym Prys Davies.
Davies est élu aux élections générales de 1970 comme député de Llanelli. Il est nommé ministre au Trésor par James Callaghan. C'est un eurosceptique et il fait campagne contre l'entrée de la Grande-Bretagne dans la CEE. Il s'oppose également à la création de l'Assemblée nationale du Pays de Galles.
Davies occupe plusieurs postes lorsque le parti travailliste est dans l'opposition officielle après l'élection de Margaret Thatcher en 1979, notamment Secrétaire d'État pour le pays de Galles du cabinet fantôme dans le cabinet fantôme de Michael Foot et Secrétaire d'État à la Défense du cabinet fantôme dans celui de Neil Kinnock. Comme son prédécesseur comme secrétaire à la défense de l'ombre, John Silkin, il démissionne du banc avant en juin 1988 pour protester contre le style de gestion de Neil Kinnock. Le déclencheur de sa démission est l'annonce par Kinnock, sans référence à Davies ou au cabinet fantôme, d'un changement dans la politique de défense du Labour, passant du désarmement nucléaire unilatéral au désarmement nucléaire multilatéral, puis de retour au désarmement nucléaire unilatéral, sur une période de trois jours. Il est candidat, sans succès, pour la direction adjointe du Parti travailliste en 1983 .
Il est l'un des rares députés travaillistes ayant une expérience ministérielle restante après la victoire travailliste de 1997. En tant que député d'arrière-ban, Davies continue de s'opposer à l'adhésion de la Grande-Bretagne à l'UE.
Il prend sa retraite aux élections générales de 2005 et est remplacé par Nia Griffith. Il est décédé le 10 octobre 2018.

## Vie privée
Il épouse Mary Ann Finlay en 1963. Ils ont un fils et une fille. Ils divorcent en 1988. Il se remarie à Ann Carlton en 1989.

## Publications
- Stand: Residence and Domicile in UK Taxation (éditions successives)
- Maximiser les dommages, minimiser les impôts (1993)
- Organisation mondiale du commerce et GATT (1994)
- Le Galiléen et l'oie - Comment le christianisme a converti l'Empire romain (2010 (ISBN 978-0-9566489-0-7) )